# 2013年福知山花火大会露店爆発事故
2013年福知山花火大会露店爆発事故（2013ねん ふくちやまはなびたいかい ろてんばくはつじこ）は、2013年8月15日に京都府福知山市の由良川河川敷にて挙行されたドッコイセ福知山花火大会の開催中に発生し、死者3名、負傷者59名を出した爆発事故のことである。

## 概要
2013年8月15日19時30分ごろ、花火大会会場で臨時営業中であったベビーカステラを販売する屋台の店主が、発電機にガソリンを給油するためにガソリン携行缶の蓋を開けたところ、大量のガソリンが噴出して爆発した。この爆発により、花火の見物客3名が全身火傷（III度熱傷）を負うなどして死亡した。ほか59名が重軽傷を負い、露店3棟が延焼した。観客が撮影した事故の様子が各テレビ局の報道番組やワイドショーで報じられた。

## 事故原因
現場近くにいた女性は「ガソリン携行缶が、自家発電機から排ガスの熱風を浴びていたのを見た」と証言しており、真夏の炎天下に5時間以上置かれていたガソリン携行缶が、自家発電機のすぐ近くに置かれることにより排ガスの熱風を浴びてかなりの高温になっていた可能性があると判断された。店主はガソリン携行缶と自家発電機を当初離して置いていたものの、通りすがりの若いカップルがこの箇所に座るためにガソリン携行缶を発電機の近くにずらし、その後立ち去ったためにガソリン携行缶が自家発電機の熱風を直接浴びる状態となっていた。
これにより、ガソリン携行缶の内圧が高まっていたが、店主はエア調整ネジを緩めることなく、いきなり蓋を開けたため、携行缶の開口部からガソリンが一気に噴き出し、周囲に飛散した。現場は花火打ち上げ開始の直前であったため、多くの見物客で混雑していたほか、火気を使用する複数の屋台が軒を連ねて営業しており、それらの人や物にガソリンが降りかかって引火・爆発したため、被害が大きくなった。

## 事故対応
事故現場では、爆発事故発生後にただちに放送や避難誘導などが行われた。事故後、近所の住人らは氷や冷水で負傷者の体を冷やした。到着した救急隊員は、症状の重さで優先順位を決めるトリアージを実施していたが、現場の混乱のために断念し、市が用意した大型バスで負傷者全員（重傷者は救急車でピストン搬送）をいったん市立福知山市民病院 まで搬送したあとに病院内でトリアージを行った。この事故で公立豊岡病院や京都第一赤十字病院に医師の応援を要請したほか、兵庫県と大阪府からDMATが病院へ出動し、病院内で救護や転院調整が行われ、京都市消防局から消防防災ヘリコプターが夜間飛行で出動し負傷者の転院を行った。発生初日から翌日にかけ、約20人が10近い病院に転院、転院先には50キロ離れた大阪府済生会千里病院や兵庫県西宮市の病院も含まれた。
場内放送のアナウンスを担当した女性は、花火大会直前まで大会開催の案内をしていたが、この爆発が発生したときにいったん悲鳴を上げたあと、冷静に避難誘導のアナウンスを行った。「FNNスーパーニュース」で事故の翌日・8月16日に電話出演（聞き手・安藤優子）し、当時について「とにかく『早く助けて!!』という悲鳴が聞こえてきたし、それと同時に消防や救急が『道を空けてください』という声も交じって聞こえてきたので、消防車・救急車の通行が速やかに行き来できるように避難誘導のアナウンスを行った」と話している。
被害補償に関しては、露天商組合が加入していた損害保険は総額1,000万円しか補償能力がないことが分かり不十分であった。花火大会として加入していた保険は総額10億円の支払いが可能であったが、実行委員会に瑕疵があった場合にのみ支払われる内容で、今回は対象にならないとされている。福知山商工会議所は自己資金で医療費などの補償をしているが、保有資金は6,000万円程度である。

## 事故後

### 2013年内
事故発生直後に同日の花火大会は中止となり、2014年度以降花火大会を実施するかは検討中であると説明していた。
花火大会主催者は「市民から続けてくれという要望もあるだろう」と翌年度以後の開催に含みを持たせているが、今回河川敷に露店が立ち並んで周辺の通路も混雑したことから負傷者の搬送が遅れたこともあり、今後継続して花火大会を行うにしても、河川敷への露店出店は制限することを強調している。
大会を主催していた福知山商工会議所は16日に会見を開いたが、同商工会議所の会頭は当初、露天商に責任があるとして謝罪を拒否したものの、報道陣に問い質され、一転謝罪した。
この2013年度の大会で初めて設置された有料観覧席（120席分）の入場料金や、市民の寄付金にて運営する「メモリアル花火」については必要経費を差し引いて後日寄付者に返金をする予定であり、同じく寄付金で運営する「みんなの花火」についても対応を検討している。
さらに同時開催である「福知山ドッコイセまつり」についても、本事故の影響を受けて、会期前半の8月16日に予定されていた「子ども大会」の開催を自粛し、8月23・24日に予定されていた会期後半の祭礼についても当初は検討中としたが8月18日に後半の開催も中止することが決定し、2013年度の同まつりは実質15日で打ち切り（順延なし）とした。また、これに付随して運行されるとしていた臨時バスはすべて運休となった。
8月17日に男児を庇って重体だった44歳女性が死亡、8月19日には10歳男児と35歳男性が相次いで亡くなったことにより本事故による死者は3名となった。また発生から1週間が経過した8月22日の京都府警察の発表によると、けがをした54人（死者3名は除く）のうち、当初重傷者を15人としたが、病院に搬送された28人が全員重傷で、そのうち2人（小学2年の女児と中学1年の男子）が重体、また火災元となった屋台店主の男性も全治3 - 6か月の大火傷を負い、主治医から面会謝絶状態であることも明かされた。
同年10月2日、この爆発を起こした屋台店主だった男性が、業務上過失致死傷罪と業務上失火罪の容疑で京都府警察福知山警察署及び捜査1課により逮捕された。
同年11月、刑事裁判開始を前に死者の遺族・負傷者とその家族により「被害者の会」（のち、被害者家族会）が発足。同年12月19日に京都地方裁判所で初公判が開廷され、元屋台店主の被告は全面的に起訴事実を認めて「（今回の事故による）遺族と被害者への謝罪と弁償に今後の人生を懸けていきたいと思います」と謝罪の言葉を発した。
2014年3月27日、京都地方裁判所で判決公判が開廷され、被告を禁錮5年の実刑とする判決が下された。
この事故の二次的影響は非常に大きく、毎年8月に千葉県銚子市で行われている「銚子みなとまつり」の実行委員会は2014年5月、当該年度のやっぺおどり大会の施行を取りやめることを決めた。参加者がやっぺおどり大会から花火大会観覧場所に移動する際の混雑時に十分な安全対策が取れないとの判断による。なお当日花火大会自体は行われ、その他のイベントも通常通り行われた。2015年度以後についてもやっぺおどり大会については安全確保を考慮し中止されたままとなっている。
2014年1月、消防庁は自治体に火災予防条例を改正するよう通知し、大規模な催しでは主催者らに防火計画の提出を義務づけるよう促した。2017年8月までに全国732消防本部のうち720本部の関係自治体が条例を改正した。
事故後1年を経過した2014年8月15日には追悼式が行われ、時の福知山市市長である松山正治市長や実行委員長などが参列した。また実行委員会はこの日の記者会見で、事故時の警備態勢や運営状況などを検証する第三者委員会を発足させる意向であることを明らかにした。また、現在3人の死亡者のうち2名の遺族と、55名の負傷者のうち約3割にあたる15名（大半は軽傷者）との示談が成立していると発表した。同時にこれまでの支出額は約1億5,000万円であると発表した。また負傷者のうち14名はいまだ通院中で確定的な示談が行えない状態にあるとし、示談交渉が長期化する見込みであることを示した。また前日までに、加害者の露天主は弁護士を通して、改めて謝罪と償いの意思を示している。

### 花火大会以後のイベント中止・延期の余波
この花火大会事故、ならびに9月16日の平成25年台風第18号における災害の影響を受けて、福知山市では、それ以後に予定されていた催事が中止（代替延期なし）や延期となったものが相次いだ。
| イベントの題名                                                           | 会場                           | 当初予定開催日             | 延期開催日 | 備考                 |
| ------------------------------------------------------------------------ | ------------------------------ | -------------------------- | ---------- | -------------------- |
| やくの高原祭り                                                           | 旧夜久野町一帯                 | 8月24日・8月25日           | 代替なし   | [ 31 ]               |
| 第17回くの一武道大会・丹波福知山の段                                     | 福知山城                       | 8月24日                    | 代替なし   | [ 31 ]               |
| 「ゆるキャラ・ドッコちゃん着物デザインぬりえコンテスト」表彰式・お披露目 | 福知山市環境政策室             | 8月24日                    | 代替未定   | [ 31 ]               |
| 体験講座「化石体験コーナー」                                             | 夜久野町化石・郷土資料館       | 8月25日                    | 代替未定   | [ 31 ]               |
| 第29回ふれあいまつり                                                     | 福知山市一帯                   | 8月25日                    | 代替なし   | [ 31 ]               |
| 福知山市地域防災訓練                                                     | 由良川右岸河川敷（メイン会場） | 9月1日                     | 代替なし   | [ 31 ] [ 注 3 ]      |
| リディア・バイチ&マティアス・フレッツベルガーデュオリサイタル            | 福知山市厚生会館               | 9月29日                    | 代替未定   | [ 31 ] [ 32 ]        |
| 元気いっぱい健康フェスタ2013                                             | 三段池公園総合体育館           | 10月14日                   | 代替なし   | [ 31 ] [ 33 ]        |
| 北近畿の都 第10回福知山産業フェア                                        | （会場未記入）                 | 10月19日・10月20日         | 代替なし   | [ 34 ]               |
| 第20回緑化祭り                                                           | （会場未記入）                 | 10月19日・10月20日         | 代替なし   | [ 31 ]               |
| ミニSLフェスタin福知山                                                   | （会場未記入）                 | 10月26日・10月27日         | 代替なし   | [ 31 ] [ 35 ]        |
| 姉妹都市「島原市友好親善訪問団」来福                                     | 福知山市一帯                   | 10月26日・10月27日         | 代替未定   | [ 31 ] [ 36 ]        |
| 第32回大江山酒呑童子祭り                                                 | 大江山                         | 10月27日                   | 代替なし   | [ 31 ]               |
| 2013三和ふれあいフェスティバル                                           | 旧三和町一帯                   | 11月3日・11月9日・11月10日 | 代替なし   | [ 31 ]               |
| 第29回夜久野農林商工祭                                                   | 旧夜久野町一帯                 | 11月10日                   | 代替なし   | [ 31 ]               |
| 第23回福知山マラソン・第14回全日本盲人マラソン選手権大会                 | 福知山市一帯                   | 11月23日                   | 代替なし   | [ 31 ] [ 37 ] [ 38 ] |

### 2014年以後
福知山市商工会議所と花火大会の主催者は、2014年度の大会について春の段階で開催をしないことを決定した。
商工会議所は、今回の事故で亡くなった3人の遺族や、負傷者らの心のケアや被害者救済を最優先に進めることや、主催組織、安全管理体制の見直しなど、大会を開催するには数多くの課題が残っているとして2014年の花火大会の開催を断念したとしている。
主催者は花火大会を中止する代わりとして、事故現場で1周忌追悼式を開催することとした。
この花火大会の事故により2013年度は途中打ち切りとなったドッコイセ祭り本体については、1周忌法要を行って冥福を祈ってから開催したいとして、平年より1日短縮する形で8月15日夜から予定通り開催するとしていた。しかし、大会2日目の8月16 - 17日にかけて、福知山を中心とした京都府北部に集中豪雨被害が発生し、広小路通りも水没するなどの被害が出たことや、主催者の商工会議所からも参加者の辞退申し入れが相次いだことなどから、8月24・25日に予定されていたプログラムの開催を断念（延期なし）し、事実上2年連続して災害により祭りそのものが途中打ち切りとなった。
今回の事故から1年を迎えるにあたり、「被害者の会」は2014年8月10日に市民交流プラザふくちやまで、シンポジウム「負傷者の現状と支援のあり方」を当初開催する予定だった。事故の風化防止と被災者の現状報告、支援のあり方について考える企画を予定していたが、8月10日当日に台風11号の接近により来場者の安全が見込めないこと、被害当事者らのフラッシュバックの懸念などを考慮し、結局開催中止となった。なお両丹日日新聞（電子版）には「今後の開催は未定」として、無期限延期であることを示しているが、2017年6月現在でその延期開催は実現していない。
しかし2016年8月、地元企業・団体らで作るNPO法人「イークローズ」の主催により、上記福知山商工会議所主催のものからは大幅に縮小され、1,000発程度の花火大会が現場の由良川で開催された。しかし遺族らから「時期尚早」「被害者の心情に配慮すべき」という意見があり、2017年については開催しない方針となっている。
実行委員会によると2017年現在、死傷者57人のうち死者3人の遺族、負傷者48人と示談が成立し、負傷者の後遺障害の支払いなどについても応じているという。残る6人については引き続き示談交渉を行っているものの、 重傷のため皮膚移植などの治療が長期間にわたっており、なおも確定的な示談が行えない状態にあるため、医療費や休業費の一部補償などを行っている。花火大会の再開について実行委員会は「時期尚早」「再開は一切考えていない」「実行委主催という同じ形式での実施は厳しい」と説明している。
2016年以降も福知山花火大会を行わないことを決め、無期限休止の状態となっている。2018年3月、大会実行委員会は本事故の死傷者57人すべてと示談交渉が成立したことを明らかにしている。
このため、京都府下での大規模花火大会は2013年の時点では南部の宇治市で開催されていた宇治川花火大会が唯一となっていたが、これもこの花火大会の事故の余波で2014年より無期限休止に入り、見物客の安全対策に目途が立たないことを理由に、2017年12月7日付で正式に宇治川花火大会を廃止することを決定した。
これにより京都府内での大規模花火大会は事実上廃止されると思われていたが、入れ違いに2018年より京都市伏見区の京都競馬場で京都芸術花火が開催されることとなったため、曲がりなりにも大規模花火大会が継続されることとなった。ただし、この京都芸術花火は文化庁の京都移転を記念して始まったものであるため、京都2大花火大会の代替としての開催ではない。なお、2020年度より2024年度までの期間、京都芸術花火の会場である京都競馬場が大規模な改築工事を実施するため、その間の一時的な休止および他の会場への一時的な振替が検討されている。また、これとは別に、その後2019年に亀岡市で開催されている亀岡平和祭保津川市民花火大会が打ち上げ数を約8,000発に増やし、同大会に次ぐ規模の大規模花火大会に昇格している。その後2023年にはさらに2,000発増やした10,000発とした。
2024年、市と「福知山HANABI実行委員会」は爆発事故後初となる花火大会を実施すると発表した。
露店は店主らの身元が分かる15店舗に限定し、炭火およびIH調理器具以外の火気の使用などを認めない。雑踏事故防止のため堤防上の道路を封鎖。警備員の配置で見物客らの誘導にあたる。